# Stadio Mario Rigamonti-Mario Ceppi
Mario Rigamonti-Mario Ceppi, známý především jako stadio Rigamonti-Ceppi je fotbalový stadion ve městě Lecco. Jeho stavba byla dokončena v roce 1922. Je pojmenován po bývalém fotbalistovi Rigamontovi, který byl odchovancem klubu Lecca a který zahynul při leteckém neštěstí u Supergy, když byl hráčem Turína v roce 1949. A Mario Ceppi, byl nejúspěšnější prezident v historii klubu.
Stadion byl mnoho krát rozšiřován a upravován podle způsobilosti kterou ligu zrovna hrál. V roce 1960 měl kapacitu 22 000 diváků k sezení a bylo instalováno umělé osvětlení. Od sestupu do nižších lig s postupně snižovala kapacita a byla i zbourána centrální tribuna. Až s příchodem 3. tisíciletí se musel stadion podřídit zpřísnění bezpečnostních norem na veřejných sportovištích a tak byl kapacita schválená pod 5000 míst. V létě 2018 byl trávník nahrazen umělým trávníkem 4. generace. Poslední rekonstrukce byla po postupu klubu do 2. ligy. Nové sedadla o navýšení kapacity o 500 míst, turnikety, modernizaci osvětlení na hodnotu 1200 luxů, rekonstrukce šaten a prostor pro novináře.